# Флавий Целер
Флавий Целер (лат. Flavius Celer, греч. Κέλερ) — византийский военачальник и magister officiorum в правление императора Анастасия I в начале VI века.

## Биография
Целер по рождению был иллирийцем, но о ранних годах его жизни ничего не известно. В 503 году император Анастасий объявил его командующим войсками в шедшей тогда войне с Персией на востоке. Весной 504 года он направил свои войска к Амиде, чтобы присоединиться к происходившей в тот момент осаде города, но вскоре после этого покинул Амиду и приступил к освобождению оккупированных персами территорий, взяв несколько городов, и вернулся с богатыми трофеями. В конце 504 года он был привлечён к участию в переговорах с персами, которые закончились временным перемирием. В 505 году он вновь действовал на восточном фронте, но не сообщается, чтобы он принимал участие в крупных операциях; однако он продолжал контакты с персами, получив выкуп за Амиду в размере 1100 фунтов золота. Осенью 506 года он вёл византийские переговоры с персами в Даре, закончившиеся заключением мирного договора. Возможно, в награду он был провозглашён консулом на 508 год; так же он получил пост magister officiorum (магистр оффиций) где-то в 503 или 504 году.
Целер всё ещё занимал эту должность, когда на престол в июле 518 года взошёл Юстин I, но вскоре после этого был отстранён. Позже он принимал участие в переговорах с папой римским по вопросу прекращения Акакианской схизмы. В хрониках его описывают как мудрого, хорошо образованного, талантливого руководителя и мужественного человека. Записей о том, когда и как он умер не сохранилось, лишь упоминание о том, что его смерть была «несчастьем».